# Partia Socjalistyczna (Anglia i Walia)
Partia Socjalistyczna (ang. Socialist Party) – brytyjska radykalnie lewicowa partia polityczna.
Partia jest członkiem Europejskiej Lewicy Antykapitalistycznej. Partia przed wyborami w 2010 roku była jednym z członów trockistowskiej koalicji Trade Unionist and Socialist Coalition (razem z Socialist Resistance, Socialist Workers Party, szkockim Solidarity). Kandydaci koalicji uzyskali poparcie od 0,3 procenta poparcia w Redcar do 3,7 procent w Coventry North East. Z kolei w wyborach do Europarlamentu partia startowała z list eurosceptycznej No to EU – Yes to Democracy.
Początkowo ugrupowanie funkcjonowało jako Revolutionary Militant tendecy (właściwie Socialist League) wewnątrz struktur Labour Party (tzw. Entryzm).
Partia wydaje pisma The Socialist i Socialism Today.